# Aire d'attraction de Forbach (partie française)
L'aire d'attraction de Forbach (partie française) est un zonage d'étude défini par l'Insee pour caractériser l’influence de la commune de Forbach sur les communes environnantes.

### Carte

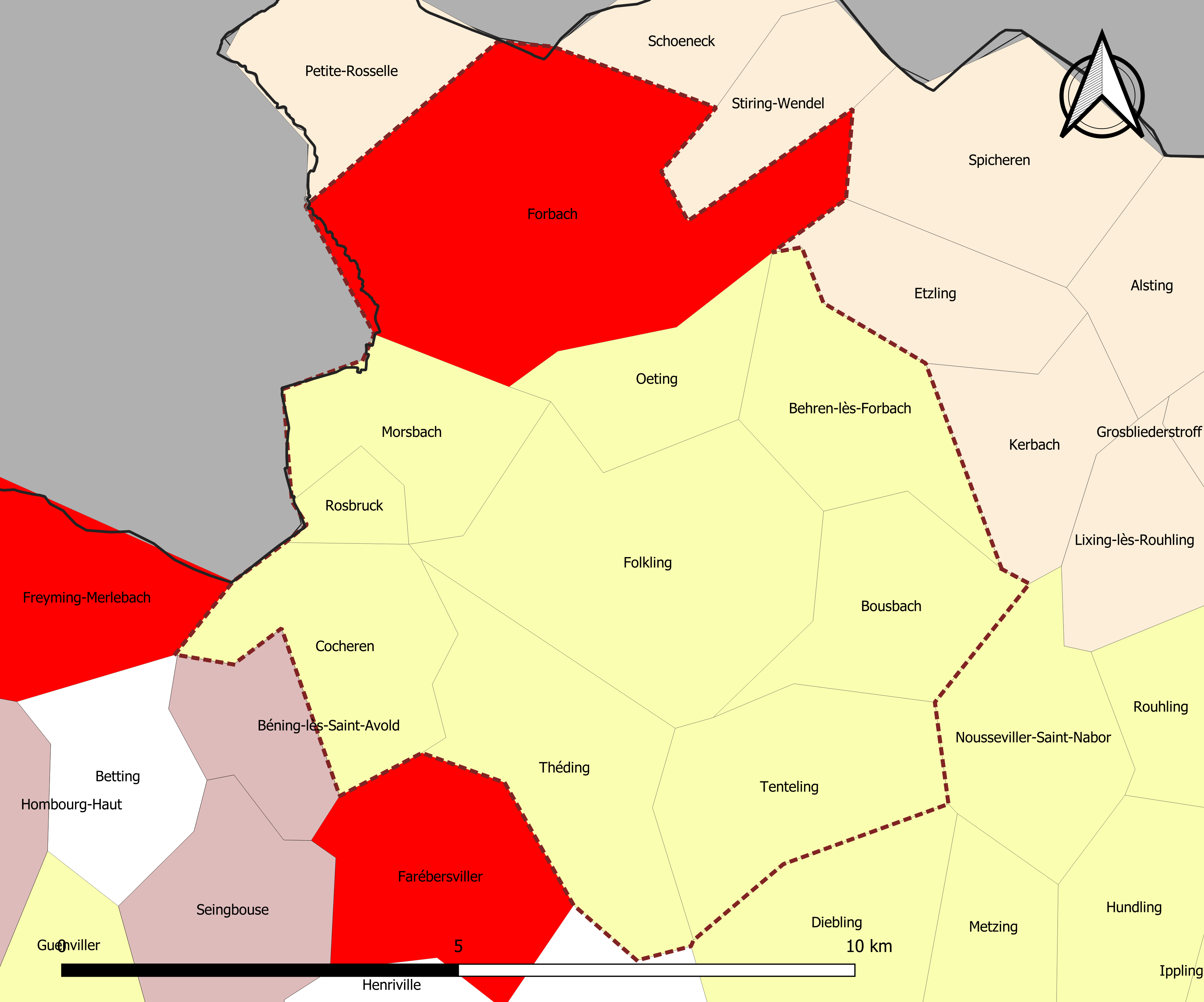
Carte de l'aire d'attraction de Forbach (partie française).
Commune-centre
Commune de la couronne

## Définition
L'aire d'attraction d'une ville est composée d’un pôle, défini à partir de critères de population et d’emploi ainsi que d’une couronne constituée des communes dont au moins 15 % des actifs travaillent dans le pôle. Le pôle d’attraction constitue ainsi un point de convergence des déplacements domicile-travail,.

## Géographie
L’aire d'attraction de Forbach (partie française) est une aire intra-départementale qui comporte 10 communes dans la Moselle. 

### Composition communale
| Nom                      | Code Insee | Département | Statut                 | Superficie (km2) | Population (dernière pop. légale) | Densité (hab./km2) | Modifier                                    |
| ------------------------ | ---------- | ----------- | ---------------------- | ---------------- | --------------------------------- | ------------------ | ------------------------------------------- |
| Forbach (commune-centre) | 57227      | Moselle     | commune-centre         | 16,32            | 21 111 (2022)                     | 1 294              | modifier les données · modifier les données |
| Behren-lès-Forbach       | 57058      | Moselle     | commune de la couronne | 5,54             | 6 299 (2022)                      | 1 137              | modifier les données · modifier les données |
| Bousbach                 | 57101      | Moselle     | commune de la couronne | 5,91             | 1 188 (2022)                      | 201                | modifier les données · modifier les données |
| Cocheren                 | 57144      | Moselle     | commune de la couronne | 5,62             | 3 351 (2022)                      | 596                | modifier les données · modifier les données |
| Folkling                 | 57222      | Moselle     | commune de la couronne | 11,87            | 1 392 (2022)                      | 117                | modifier les données · modifier les données |
| Morsbach                 | 57484      | Moselle     | commune de la couronne | 5,09             | 2 657 (2022)                      | 522                | modifier les données · modifier les données |
| Œting                    | 57521      | Moselle     | commune de la couronne | 4,39             | 2 636 (2022)                      | 600                | modifier les données · modifier les données |
| Rosbruck                 | 57596      | Moselle     | commune de la couronne | 1,41             | 730 (2022)                        | 518                | modifier les données · modifier les données |
| Tenteling                | 57665      | Moselle     | commune de la couronne | 7,19             | 1 041 (2022)                      | 145                | modifier les données · modifier les données |
| Théding                  | 57669      | Moselle     | commune de la couronne | 8,13             | 2 424 (2022)                      | 298                | modifier les données · modifier les données |

## Démographie
Cette aire est catégorisée dans les aires de moins de 50 000 habitants, une catégorie qui regroupe 12,2 % de la population au niveau national,.